# Paraderris elliptica
Espèce
Classification phylogénétique
Paraderris elliptica (syn. Derris elliptica) est une espèce de plantes à fleurs de la famille des Fabaceae (légumineuses) endémique en Amazonie, en Asie du Sud-Est et dans les îles du Pacifique telle que la Nouvelle-Guinée, dont on extrait la roténone.
Elle appartenait anciennement au genre Derris mais a été renommé récemment en "Paraderris elliptica" 

## Utilisation
Les racines de cette plante contiennent la roténone, un insecticide fort et un ichtyotoxique (poison pour les poissons).
Des indigènes de Nouvelle-Guinée et d'Amazonie pratiquent la nivrée, une forme de pêche, en écrasant les racines de Paraderris puis en les jetant à l'eau. Les poissons affaiblis ou tués flottent sur la surface où ils peuvent être facilement péchés.
En dépit de sa toxicité, le Derris est une source de nourriture par les larves de nombreuses espèces de papillons tel que Batrachedra amydraula.
Elle est également consommée volontairement par un peuple indigène isolé d'Amazonie, les Suruwahás qui pensent préférable de "mourir en bonne santé".   